# Łódzkie Towarzystwo Naukowe

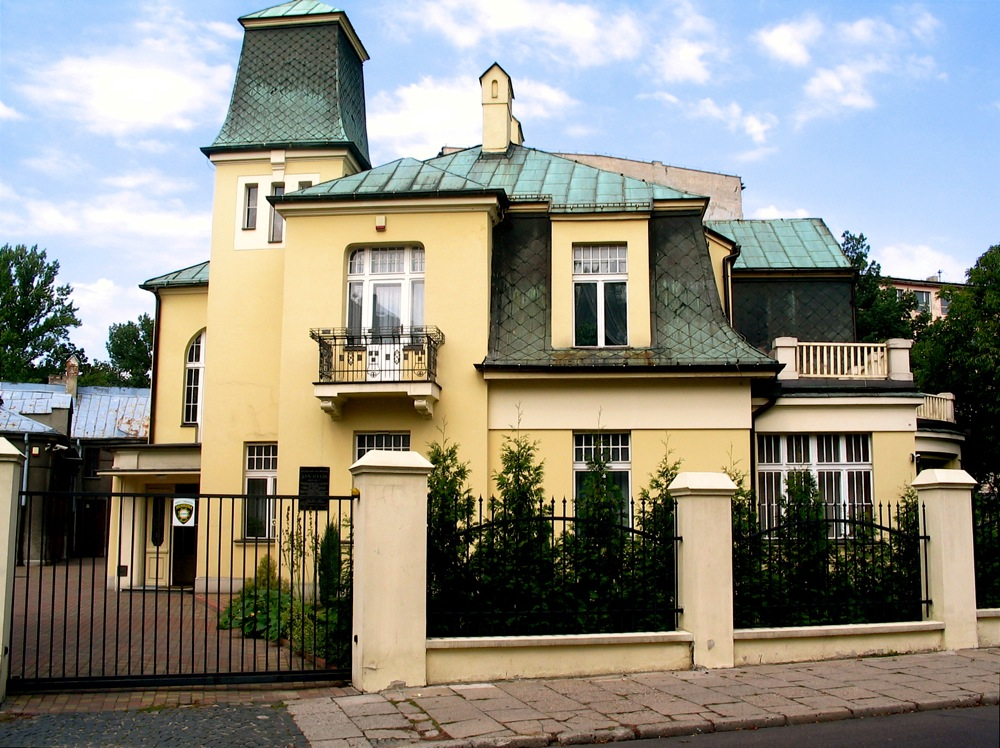
Siedziba Towarzystwa przy ul. Marii Skłodowskiej-Curie 11

Łódzkie Towarzystwo Naukowe (ŁTN) – stowarzyszenie naukowe działające w Łodzi od 1936 r. (do 1946 r. pod nazwą Towarzystwo Przyjaciół Nauk w Łodzi).

## Historia
Łódzkie Towarzystwo Naukowe założone zostało przez grupę 27 mieszkańców Łodzi, którzy reprezentowali cały przekrój narodowościowy i wyznaniowy ówczesnej inteligencji miasta. Byli wśród nich m.in. prof. Teodor Vieweger – ówczesny rektor Wolnej Wszechnicy Polskiej Oddział w Łodzi, Kazimierz Tomczak – biskup rzymskokatolicki, Henryk Berkowicz – dyrektor Związku Przemysłu Włókienniczego w Państwie Polskim, Aleksander Heiman-Jarecki – senator i przemysłowiec, Stefania Kuropatwińska – dyrektor Państwowego Seminarium Nauczycielskiego Żeńskiego w Zgierzu, Zygmunt Lorentz – prezes Oddziału Łódzkiego Polskiego Towarzystwa Historycznego, Stefania Skwarczyńska – polonistka, teoretyk i historyk literatury i inni. Towarzystwo zgodnie z intencjami jego założycieli miało mieć charakter integrujący wszystkie osoby i instytucje związane lub popierające naukę. Miało to szczególne znaczenie dla budowania w Łodzi, w mieście, w którym dopiero tworzyło się szkolnictwo wyższe (Oddział Łódzkiej Wolnej Wszechnicy Polskiej), środowiska naukowego oraz podjęcia badań naukowych nad zaniedbanym pod tym względem obszarem Łodzi i regionu łódzkiego. W okresie międzywojennym działalność Towarzystwa skupia się w dwóch sekcjach: Nauk Humanistycznych i Nauk Matematyczno – Przyrodniczych i miała głównie charakter zebrań naukowych i odczytów popularnonaukowych.
W okresie okupacji tj. w latach 1939–1945 działalność TPN została zawieszona. Towarzystwo wznowiło aktywność już w lutym 1945 roku, czyli zaraz po wyzwoleniu Łodzi. Łódź nie zniszczona w czasie działań wojennych, przez kilka lat była miastem, w którym znalazło mieszkanie i pracę wiele pracowników naukowych, zwłaszcza z Warszawy, Lwowa, Wilna, ale również Poznania i Krakowa. W tej nowej sytuacji budowania środowiska akademickiego Łodzi, bardzo ważną rolę odegrało Towarzystwo, które stało się miejscem spotkań i dyskusji wielu przybyłych do Łodzi profesorów, m.in. na temat charakteru i profilu szkolnictwa wyższego, a następnie konieczności podjęcia systematycznych badań naukowych. Ten drugi nurt myślenia doprowadził w krótkim czasie do zmiany nie tylko nazwy, ale również charakteru działalności Towarzystwa. Począwszy od 1946 roku Łódzkie Towarzystwo Naukowe koncentrowało swoją działalność wokół trzech głównych nurtów: działalności wydawniczej, badań naukowych, głównie nad regionem Polski środkowej, oraz upowszechnianiu nauki. Szczególnie dużo wysiłku włożono w uruchomienie wydawnictwa ŁTN, które stało się w pierwszym okresie tworzenia łódzkiego ośrodka akademickiego ważnym elementem integrującym środowisko naukowe Łodzi, a zarazem szansą na prezentowanie i upublicznianie dorobku naukowego.
W latach 1950–1970 Łódzkie Towarzystwo Naukowe finansowało tematy badawcze o charakterze regionalnym. Były to głównie badania z zakresu paleogeografii czwartorzędu w Polsce Środkowej, słownictwa ludowego z obszarów województwa łódzkiego i kieleckiego, archeologii, oraz historii nauki w Łodzi. W latach 1951–1955 Łódzkie Towarzystwo Naukowe wspólnie z Polskim Towarzystwem Geograficznym posiadało stację badawczą w Wojcieszowie Górnym k. Jeleniej Góry, w której prowadzono badania w Górach Kaczawskich. Stacja ta została przejęta przez PAN.
W okresie posiadania odpowiednich środków finansowych Towarzystwo subwencjonowało badania terenowe z zakresu biologii, geografii, archeologii, etnografii czy językoznawstwa.
Zgodnie z celami Towarzystwo prowadziło niemal do końca lat osiemdziesiątych szeroką działalność w zakresie upowszechniania nauki W tym celu utworzono w 1953 roku Komisję Popularyzacji Wiedzy, która w 1964 roku przekształciła się w Komisję Upowszechnienia Nauki. Działalność tych Komisji polegała na organizacji cyklu odczytów z zakresu tematyki prawniczej, społecznej, historycznej, przyrodniczej, lekarskiej oraz literatury i sztuk pięknych. Odczyty wygłaszano zarówno w środowiskach szkolnych, jak i w zakładach pracy Łodzi i całego województwa łódzkiego. Łącznie działalność upowszechniania i popularyzacji nauki zaowocowała przygotowaniem i wygłoszeniem przez członków Towarzystwa ponad 1000 odczytów.
Zmiany społeczno-polityczne, jakie dokonały się w Polsce na przełomie lat osiemdziesiątych i dziewięćdziesiątych, miały wpływ na działalność Łódzkiego Towarzystwa Naukowego, powodując konieczność częściowej zmiany charakteru i formy jego działalności. Zaprzestanie finansowania działalności Towarzystwa przez PAN i nowy sposób organizacji nauki w Polsce, który pominął finansowanie działalności statutowej towarzystw naukowych, postawił Towarzystwo w bardzo trudnej sytuacji. Nie bez znaczenia jest też proces komercjalizacji nauki i wolny rynek pracy pracowników nauki.

## Struktura ŁTN
Celem ŁTN jest popieranie rozwoju nauki, zwłaszcza dziedzin ważnych dla Łodzi i regionu łódzkiego. Towarzystwo zmierza do integracji środowiska naukowego Łodzi i regionu, prowadzi działalność wydawniczą, naukowo-badawczą, edukacyjną i promocyjną (zwłaszcza jako współorganizator corocznych edycji Festiwalu Nauki, Techniki i Sztuki w Łodzi). Posiada status organizacji pożytku publicznego.
Najwyższym organem statutowym ŁTN jest Zgromadzenie Ogólne. Organem wykonawczym jest zarząd, którym kieruje prezydium na czele z prezesem oraz sekretarzem generalnym. Prezesem ŁTN od 2016 jest prof. dr hab. Antoni Różalski.
W skład ŁTN wchodzi 6 wydziałów: 
- Wydział I – Językoznawstwa, Nauk o Literaturze i Filozofii,
- Wydział II – Nauk Historycznych i Społecznych,
- Wydział III – Nauk Matematyczno-Przyrodniczych,
- Wydział IV – Nauk Medycznych,
- Wydział V – Nauk Technicznych,
- Wydział VI – Sztuki i Nauk o Sztuce.

Wydziały skupiają ok. 500 członków.
Towarzystwo wydaje czasopisma naukowe: 
- Acta Archaeologica Lodziensia
- Acta Geographica Lodziensia
- Art Inquiry
- Bulletin de la Societe des Science et des Lettres de Łódź
- Folia Medica Lodziensia
- Prace Polonistyczne
- Przegląd Socjologiczny
- Rozprawy Komisji Językowej
- Studia Prawno-Ekonomiczne
- Studia Wyborcze
- Zagadnienia Rodzajów Literackich

Ponadto ŁTN publikuje serie informacyjne, m.in.:
- Informator nauki łódzkiej, w której ogłasza wykaz stopni i tytułów naukowych nadanych przez łódzkie uczelnie,
- Sylwetki doktorów honoris causa łódzkiej nauki w latach 1945–2000,
- Moja droga do nauki – cykl wspomnień łódzkich naukowców,
- Sylwetki łódzkich uczonych.

## Członkowie honorowi ŁTN
Członkami honorowymi towarzystwa są:

- Juliusz Kleiner
- Tadeusz Kotarbiński
- Stefania Skwarczyńska
- Wacław Markert
- Karol Dejna
- Anna Dylikowa
- Józef Matuszewski
- Zofia Libiszowska
- Zdzisław Ruszczak
- Władysław Rudolf Gundlach
- Jerzy Starnawski
- Leszek Woźniak
- Zygfryd Rymaszewski
- Zygmunt Charzyński
- Maria Olszewska
- Witold Ostrowski
- Jan Guzek
- Teresa Pajszczyk-Kieszkiewicz
- Franciszek Wesołowski
- Tadeusz Krzemiński
- Leokadia Kłyszejko-Stefanowicz
- Janusz Szosland
- Władysław Pełczewski
- Marek Pawlikowski
- Wanda Nowakowska
- Andrzej Abramowicz
- Jerzy Mikucki
- Adela Styczyńska
- Tadeusz Poklewski-Koziełł
- Jolanta Kulpińska
- Jerzy Kroh
- Jan Michalski
- Teresa Cieślikowska
- Jerzy Kmieciński
- Edward Karasiński
- Janusz Lipiński
- Halina Mortimer-Szymczak
- Tadeusz Szymczak
- Jan Berner
- Julian Ławrynowicz
- Ewelina Nurczyńska-Fidelska
- Władysław Welfe
- Leszek Wojtczak
- Ewa Marxen-Wolska
- Jerzy Wolski
- Ryszard Hunger
- Jan Krysiński
- Stanisław Liszewski
- Hanna Tadeusiewicz
- Maria Blombergowa
- Kazimierz Jędrzejewski
- Andrzej Koziarski
- Maciej Pawlik
- Jan Szymczak
- Ewa Marynowicz-Hetka
- Grzegorz Sztabiński
- Ryszard Markert